# Maja Kojc
Maja Marija Kojc, slovenska oboistka, * 1968.
Na Akademiji za glasbo v Ljubljani je študirala oboo pri Božu Rogelji, podiplomski študij pa je zaključila na Mozarteumu v Salzburgu (Arthur Jensen in Lothar Koch). Od leta 1993 je solo-oboistka v Simfoničnem orkestru RTV Slovenija, sicer pa je še članica kvinteta Ariart in od leta 1996 profesorica oboe na Srednji glasbeni in baletni šoli v Ljubljani. Od leta 2012 je umetniška vodja Simfoničnega orkestra RTV Slovenija.